# Кемден (округ, Джорджія)
Шаблон:StateAbbr_ 30°55′ пн. ш. 81°38′ зх. д. / 30.92° пн. ш. 81.64° зх. д.
Округ  Кемден (англ. Camden County) — округ (графство) у штаті  Джорджія, США. Ідентифікатор округу 13039.

## Історія
Округ утворений 1777 року.

## Демографія
За даними перепису 
2000 року 
загальне населення округу становило 43664 осіб, зокрема міського населення було 28192, а сільського — 15472.
Серед мешканців округу чоловіків було 22566, а жінок — 21098. В окрузі було 14705 домогосподарств, 11375 родин, які мешкали в 16958 будинках.
Середній розмір родини становив 3,22.
Віковий розподіл населення поданий у таблиці:
| Стать    | До 15 років | 15-21 | 22-29 | 30-39 | 40-49 | 50-65 | 65-85 | Понад 85 |
| -------- | ----------- | ----- | ----- | ----- | ----- | ----- | ----- | -------- |
| Чоловіки | 5995        | 3086  | 3463  | 3875  | 2820  | 2345  | 928   | 54       |
| Жінки    | 5746        | 2225  | 2739  | 3809  | 3016  | 2268  | 1160  | 135      |

## Суміжні округи
- Глінн — північ
- Нассау, Флорида — південь
- Чарльтон — південний захід
- Брентлі — північний захід

## Виноски
1. ↑  U.S. Decennial Census. United States Census Bureau. Архів оригіналу за 26 квітня 2015. Процитовано 17 червня 2014.
2. ↑  Historical Census Browser. University of Virginia Library. Архів оригіналу за 11 серпня 2012. Процитовано 19 червня 2014.
3. ↑  Population of Counties by Decennial Census: 1900 to 1990. United States Census Bureau. Архів оригіналу за 2 лютого 2019. Процитовано 19 червня 2014.
4. ↑  Census 2000 PHC-T-4. Ranking Tables for Counties: 1990 and 2000 (PDF). United States Census Bureau. Архів оригіналу (PDF) за 18 грудня 2014. Процитовано 19 червня 2014.
5. ↑  State & County QuickFacts. United States Census Bureau. Архів оригіналу за 7 червня 2011. Процитовано 19 червня 2014.(англ.) Наведено за англійською вікіпедією.
6. ↑  American FactFinder. Бюро перепису населення США. Архів оригіналу за 29 липня 2011. Процитовано 31 січня 2008.

| США | Це незавершена стаття з географії США. Ви можете допомогти проєкту, виправивши або дописавши її. |